# دستیار امور خاور نزدیک وزیر امور خارجه
دستیار امور خاور نزدیک وزیر امور خارجه رئیس دفتر امور خاور نزدیک در وزارت امور خارجه ایالات متحده آمریکاست. دستیار وزیر عملیات تأسیسات دیپلماتیک آمریکا در کشورهای مختلف شمال آفریقا و خاورمیانه را هدایت کرده و به وزیر امور خارجه و معاون امور سیاسی وزیر مشاوره می‌دهد.